# Clubiona sopaikensis
Clubiona sopaikensis este o specie de păianjeni din genul Clubiona, familia Clubionidae, descrisă de Paik, 1990. Conform Catalogue of Life specia Clubiona sopaikensis nu are subspecii cunoscute.